# Розенталь, Джо
Джо Розенталь (англ. Joe Rosenthal; 9 октября 1911, Вашингтон — 20 августа 2006, Новато, Калифорния) — американский фотограф, получивший Пулитцеровскую премию за свою знаменитую фотографию американских солдат, поднимающих флаг на горе Сурибати во время битвы за Иводзиму во Второй мировой войне.

## Биография

«Поднятие флага над Иводзимой» — самая известная фотография Джо Розенталя (Joe Rosenthal / The Associated Press)

Родился в семье еврейских иммигрантов из России. В юном возрасте перешел в католицизм.
После того, как Розенталь не был принят в армию по причине плохого зрения, он присоединился к Associated Press и последовал за морской пехотой в тихоокеанский театр военных действий. Его фотография пяти морских пехотинцев и армейского санитара, поднимающих флаг на горе Сурибати «Поднятие флага над Иводзимой» считается одним из наиболее известных изображений Второй мировой войны.
После войны Розенталь работал фотографом в «San Francisco Chronicle».
Розенталь умер во сне в возрасте 94 лет. Последние годы жизни фотограф провёл в пансионате для престарелых в пригороде Сан-Франциско.

## Образ Джо Розенталя в кино
- Флаги наших отцов / Flags of Our Fathers (2006; США) режиссёр Клинт Иствуд, в роли Джо Розенталя Нед Эйзенберг.